# 定理
定理（英語：Theorem）是經過受邏輯限制的證明為真的陈述。一般來說，在數學中，只有重要或有趣的陳述才叫定理。證明定理是數學的中心活動。一个定理陈述一个给定类的所有（全称）元素一种不变的关系，这些元素可以是无穷多，它们在任何时刻都无区别地成立，而没有一个例外。（例如：某些{\displaystyle a}是{\displaystyle x}，某些{\displaystyle a}是{\displaystyle y}，就不能算是定理）。
猜想是相信為真但未被證明的數學敘述，或者叫做命题，當它經過證明後便是定理。猜想是定理的來源，但並非唯一來源。一個從其他定理引伸出來的數學敘述可以不經過成為猜想的過程，成為定理。
如上所述，定理需要某些邏輯框架，繼而形成一套公理（公理系統）。同時，一個推理的過程，容許從公理中引出新定理和其他之前發現的定理。
在命題邏輯，所有已證明的敘述都稱為定理。

## 各種數學敘述（按重要性來排列）
1. 數學原理
2. 公理（也稱公設）－公理是沒有經過證明，但被當作不證自明的一個命題。
3. 定理
4. 命題－通常，命題是一個可以判斷真或假的陳述句，亦有既真又假的命題（悖論）。
5. 推論（也稱系、系理）－一個從定理隨之而即時出現的敘述。若命題B可以很快、簡單地推導出命題A，命題A為命題B的推論。
6. 引理（也稱輔助定理，補理）－某個定理的證明的一部分的敘述。它並非主要的結果。引理的證明有時還比定理長，例如舒尔引理。
7. 假說－根據已知的科學事實和科學原理，對所研究的自然現象及其規律性提出的推測和說明。

## 結構
定理一般都有许多條件。然後有結論——一個在條件下成立的數學敘述。通常寫作「若條件，則結論」。用符號邏輯來寫就是條件→結論。而當中的證明不視為定理的成分。

## 逆定理
若存在某敘述為{\displaystyle A\rightarrow B}，其逆敘述就是{\displaystyle B\rightarrow A}。逆敘述成立的情況是{\displaystyle A\leftrightarrow B}，否則通常都是倒果為因，不合常理。若果敘述是定理，其成立的逆敘述就是逆定理。
- 若某敘述和其逆敘述都為真，條件必要且充足。
- 若某敘述為真，其逆敘述為假，條件充足。
- 若某敘述為假，其逆敘述為真，條件必要。

## 逻辑中的定理
逻辑语言中的定理表示的是一个公式集合，并且该公式集合中的每一个公式都代表着知识的一个片段，由此我们可以给定理一个更准确的表达（这里所说的定理指的是在一阶逻辑中的定理，通常来说任意一个命题集合往往不一定是定理）。定理在逻辑中的定义︰
一个定理是一个含有由建立于语言集合{\displaystyle L}上的命题（{\displaystyle L}-命題）组成的非空集合。
这个定理（或这个命题集合）我们记作{\displaystyle T}，这些建立于语言集合{\displaystyle L}上的命题必须符合如下属性：
对所有在{\displaystyle T}中的命题{\displaystyle \varphi }，如果{\displaystyle T\vDash \varphi }，那么{\displaystyle \varphi \in T}。
比如一个永真命题集合是一个定理，这个永真命题集合被包含在所有建立在语言集合{\displaystyle L}上的定理中。此外，我们说一个定理是另外一个定理{\displaystyle T}的扩展（extension），前提是该定理包含定理{\displaystyle T}。
有一个命题集合{\displaystyle A}，我们將一个包含{\displaystyle A}的集合记作{\displaystyle {\mbox{Th}}(A)}，那麽{\displaystyle {\mbox{Th}}(A)=\{\ \varphi \ \ |\ \ A\vDash \varphi \ \}} 。显而易见{\displaystyle A\vDash {\mbox{Th}}(A)}，所以{\displaystyle {\mbox{Th}}(A)}是一个定理。比如我们有一个集合{\displaystyle G}，{\displaystyle G}有三个基于语言{\displaystyle L}上的命题，其中{\displaystyle L=\{e,f\}}，{\displaystyle e}是常数符号，{\displaystyle f}是函数符号。三个命题如下：
{\displaystyle \forall x\forall y\forall zf(f(x,y),z)=f(x,f(y,z))}，
{\displaystyle \forall xf(x,e)=x\land f(e,x)=x}，
{\displaystyle \forall x\exists yf(x,y)=e\land f(y,x)=e}。
那么如果有{\displaystyle {\mbox{Th}}(G)=\{\ \varphi \ \ |\ \ G\vDash \varphi \ \}}，則{\displaystyle {\mbox{Th}}(G)}是{\displaystyle G}的定理。当然，如果{\displaystyle A}和{\displaystyle B}是两个命题集合且满足{\displaystyle A\subseteq B}，那么{\displaystyle {\mbox{Th}}(A)\subseteq {\mbox{Th}}(B)}。
我们说一个定理{\displaystyle T}是完整的（Complete），当且仅当对于和{\displaystyle T}一样构建在同样语言集合上的所有命题{\displaystyle \varphi }，要么{\displaystyle \varphi \in T}，要么{\displaystyle \lnot \varphi \in T}。
注意：这个概念不能和定理{\displaystyle T}的完备性（Completude）混淆，完备性是证明在定理{\displaystyle T}中的永真命题是递推可枚举的（recursivement enumerable），但是不能说它一定是完整的。
不是所有的定理是完整的。比如{\displaystyle {\mbox{Th}}(\Phi )}一个空集合{\displaystyle \{\Phi \}}的定理是所有真命题集合，但是{\displaystyle {\mbox{Th}}(\Phi )}不是完整的。假如有命題{\displaystyle \Psi =\exists x\exists y(x\neq y)}，对于{\displaystyle \Psi }来说，它既不是永真命题，也不是永假命题，它是一个可满足式的命题，也就是说{\displaystyle {\mbox{Th}}(\Phi )\nvDash \Psi }且{\displaystyle {\mbox{Th}}(\Phi )\nvDash \lnot \Psi }。因此{\displaystyle \Psi \notin {\mbox{Th}}(\Phi )}，所以我们说{\displaystyle {\mbox{Th}}(\Phi )}不是完整的。
一个定理{\displaystyle T}称作是稳健的（Consistante），当且仅当{\displaystyle \forall \varphi \in T,\ \lnot \varphi \notin T}。我们说对所有的解释（Interpretation）{\displaystyle I}，{\displaystyle {\mbox{Th}}(I)}是一个定理，并且{\displaystyle {\mbox{Th}}(I)}既是稳健的又是完整的。